# Gut Sarnow
Gut Sarnow war Anfang des 20. Jahrhunderts ein landwirtschaftlichen Betrieb, der zu DDR-Zeiten als staatlicher Tierzuchtbetrieb diente. Seit Beginn der 1990er Jahre beherbergt es ein Hotel mit Reitanlage. Gut Sarnow liegt in der Schorfheide im Landkreis Barnim in Brandenburg.

## Geografie
Die Einöde befindet sich etwa halben Weges zwischen den Orten Groß Schönebeck und Eichhorst in einem sumpfigen Abschnitt inmitten des Biosphärenreservats Schorfheide. Unmittelbar westlich befinden sich der kleine und der große Sarnowsee, zwei Kilometer nördlich die beiden Pinnowseen, fünf Kilometer östlich der Werbellinsee und der Werbellinkanal.

## Geschichte
Der Name leitet sich vom altpolabischen Wort *žarn für „Mühlstein“ ab. Ab 1934 befand sich auf dem Gelände des landwirtschaftlichen Betriebs ein Gutshaus sowie diverse Stallgebäude. Auf den zum Gut gehörenden Koppeln wurde das Winterfutter für das in Eichhorst gelegene Wisentgehege von Hermann Göring produziert. 1946 wurden die Ländereien im Zuge der Bodenreform an Kleinbauern verteilt. Anfang der 1950er Jahre wurde der staatliche Tierzuchtbetrieb „Vorwerk Sarnow“ gegründet und Anfang der 1960er Jahre in ein Muster-VEG, ein Volkseigenes Gut mit Pferdezucht umgewandelt, das für die Medizin- und Pharma-Industrie in Ostdeutschland Serum herstellte.
Nach der Wende wurde Gut Sarnow zu einem Hotel mit Restaurant und Reitanlage umgebaut. Der Fernsehkoch Kolja Kleeberg machte sich hier 1993 selbstständig. Zeitgleich wurde die Gaststätte mit dem jetzigen Wintergarten erweitert, dessen Grundgerüst aus dem Museum für Kunst und Kulturgeschichte Dortmund kommt. Heute gibt es auf dem Gelände ein Hotel mit Restaurant und die Reitanlage mit Ställen, Reithalle und Außenreitplatz.